# Dobročský prales
Dobročský prales je národní přírodní rezervace v oblasti Poľana.
Nachází se v katastrálním území obce Čierny Balog v okrese Brezno v Banskobystrickém kraji. Území bylo vyhlášeno či novelizováno v letech 1913, 1972, 1993 na rozloze 103,8500 ha. Rozloha ochranného pásma byla stanovena na 100,4400 ha.